# Rasbora atridorsalis
Rasbora atridorsalis és una espècie de peix cipriniforme de la família dels ciprínids.

## Morfologia
Els mascles poden assolir els 8,2 cm de longitud total.

## Distribució geogràfica
Es troba a la conca del riu Mekong a Yunnan (Xina) i Laos.